# Ernst-Abbe-Stiftung
Die Ernst-Abbe-Stiftung ist eine nach dem deutschen Optiker Ernst Abbe benannte, 1992 aus Teilen der Carl-Zeiss-Stiftung hervorgegangene Stiftung, die der Förderung der Wissenschaft insbesondere in Abbes Heimat Thüringen verpflichtet ist.
Die Stiftung besitzt zahlreichen Grundbesitz in der gesamten Stadt Jena. Während Teile selbst vermietet werden (u. a. das F-Haus und Wohnimmobilien), werden andere Objekte über stiftungseigene Wohnungsbaugesellschaften verwaltet, neu entwickelt (u. a. altes Gut in Jena-Burgau) oder selbst genutzt.
Die Stiftung betreibt das Zeiss-Planetarium in Jena. Sie verwaltet für biotechnische Zwecke benutzte Gebäude auf dem Jenaer Beutenberg-Campus, wo am 23. Januar 2006 das Ernst-Abbe-Zentrum eröffnet wurde. Von 1992 bis zum 30. Juni 2018 befand sich auch das Optische Museum unter Trägerschaft der Ernst-Abbe-Stiftung. Seit 1. Juli 2018 firmiert das Museum unter dem Namen Deutsches Optisches Museum und befindet sich unter Trägerschaft der Stiftung Deutsches Optisches Museum.